# Owasco Lake
Owasco Lake ist der sechstgrößte See der Finger Lakes im US-Bundesstaat New York im Cayuga County.
Von Osten ist er der dritte See der Seengruppe.
Der Name "Owasco" kommt aus der Sprache der Mohawk und Irokesen und bedeutet in etwa „Kreuzung“.
Der See ist 17 km lang (in Nord-Süd-Richtung) und bis zu 1,6 km breit.
Die Stadt Auburn liegt etwa 2 km nördlich des Sees.
Sie nutzt den See für ihre Trinkwasserversorgung.
Der Owasco Lake misst an seinem tiefsten Punkt 54 m und hat ein Volumen von 800 Mio. m³.
Das Einzugsgebiet des Sees beträgt 541 km².
Der See liegt auf einer Höhe von 217 m.
Der Abfluss des Owasco Lake wird von einem Staudamm reguliert.
Am Südende des Sees befindet sich das Hamlet Cascade.
Es besteht aus Cottages, der South Shore Marina und einem Restaurant.
Der Owasco Lake ist ein Ort für Erholung und Freizeit.
Aufgrund seiner geringen Größe und seiner geringen Tiefe erwärmt sich das Seewasser sehr schnell.
Schwimmen, Wasserski und Bootfahren sind beliebte Aktivitäten auf dem See.
Am nördlichen Seeende liegt der Emerson Park, ein Country Park mit einem Strand und einer Anlegestelle.
Das Ufer im Nordosten des Sees ist privat und gehört dem 1889 gegründeten Owasco Yacht Club.
Im 19. Jahrhundert war der Owasco Lake ein beliebtes Urlaubsziel der gehobenen Bevölkerung.
Ein Casino nördlich von Cascade beherbergte die Gäste, welche per Zug entlang dem Westufer des Sees anreisten.
Reste der Eisenbahnlinie sind noch zu erkennen.
Das Casino brannte Anfang des 20. Jahrhunderts aus.